# Каллидика
Каллиди́ка (др.-греч. Καλλιδίκη) — персонаж древнегреческой мифологии. 
Царица феспротов. Предложила Одиссею царскую власть. Он женился на ней (покинув Пенелопу), стал царём феспротов и нанёс поражения соседям — бригам, при этом Арес и Афина возглавляли армию Одиссея. Каллидика родила ему сына Полипета